# 後宮淳

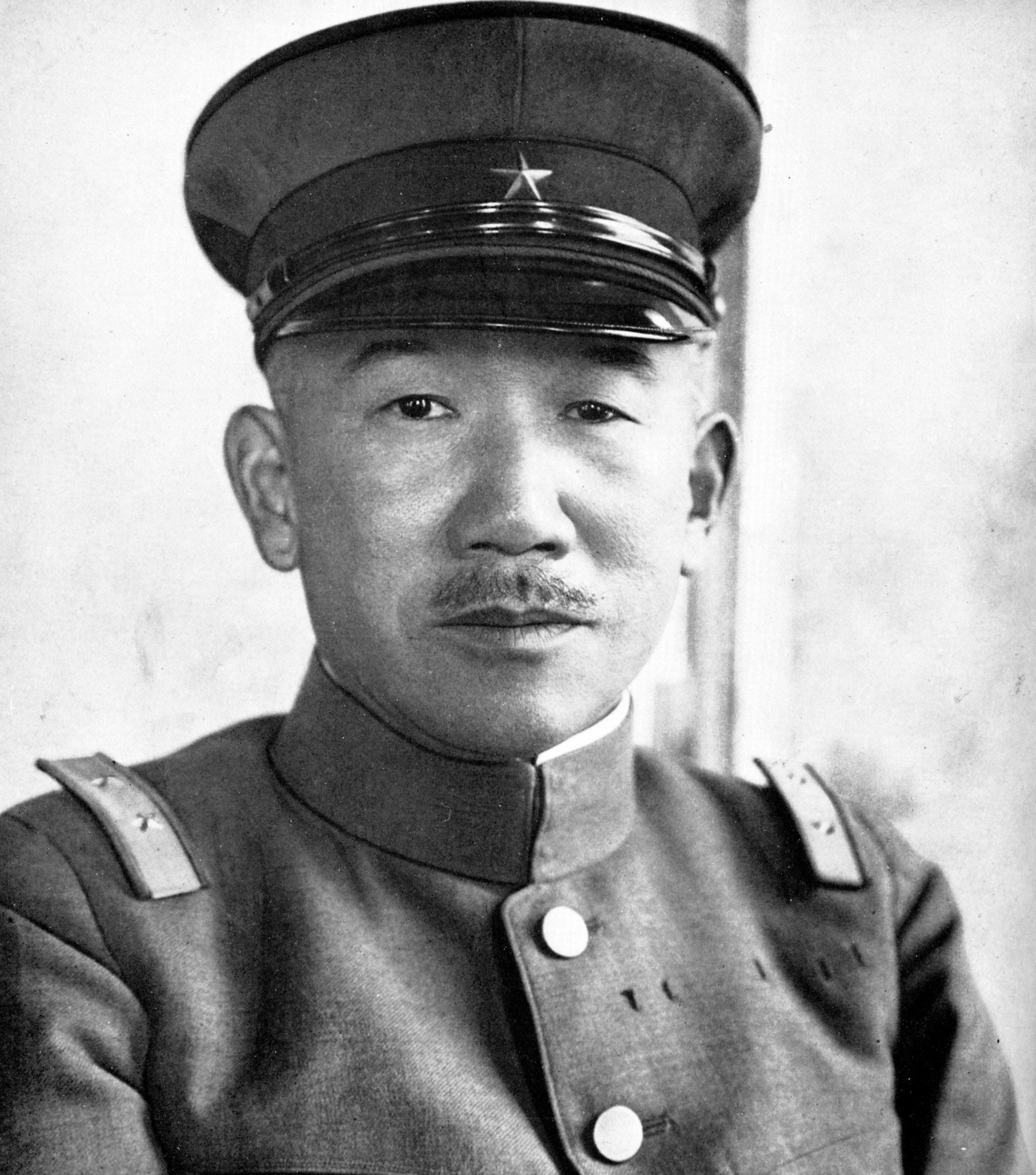
後宮淳

後宮淳（1884年9月28日—1973年11月24日）、日本陸軍军人，陸軍大将军衔。

## 生平
京都府出身。父亲後宮力是农民，后宫淳是第四子。大阪陸軍地方幼年学校、中央幼年学校毕业、1905年3月日本陸軍士官学校（17期）毕业生，翌月被授予步兵少尉。历任歩兵第38連隊付、陸士生徒隊付，1917年11月日本陸軍大学（29期）毕业生。
历任关东都督府付、日军第3師团参謀、第5師团参謀、参謀本部員（鉄道班）、欧州出張、关东军司令部付（南满铁路嘱託）、第4師团参謀長，1934年3月晋升为陸軍少将。此后历任日军参謀本部第3部長、陸軍省人事局長、同軍務局長，1937年8月升陸軍中将。
历任第26師团長、第4軍司令官、华南方面军司令官、中国派遣軍总参謀長。1942年8月晋升陸軍大将。
历任中部軍司令官、軍事参議官兼参謀次長、兼陆军航空总監・航空本部長。1945年日本战败投降，后宫淳以第3方面軍司令官在奉天投降苏军。被指名为A級战犯，关押在西伯利亚，1956年12月释放回国。
1963年至1968年担任日本乡友连盟会長。

## 家族
- 長男：後宮虎郎（外交官。駐大韓民国特命全权大使、善后处理文世光事件。）
- 二男：後宮二郎（陸軍少尉）
- 三男：後宮三郎

## 関連項目
- 日本軍装研究会 - 初代会長

## 脚注
1. ↑  阿川弘之「米内光政」新潮文庫